# Brighton & Hove Albion FC
Brighton & Hove Albion FC, vanligtvis benämnd Brighton, är en engelsk professionell fotbollsklubb i Brighton & Hove, grundad 1901. Hemmamatcherna spelas på Falmer Stadium. Klubbens smeknamn är The Seagulls. Klubben spelar sedan 2022/23 i Premier League.

## Historia
Brighton spelade sina första seriematcher i Southern Football Leagues Division 2. Från början spelade klubben sina hemmamatcher på County Cricket Ground, men efter ett år flyttade man till Goldstone Ground. Man vann serien 1903 och gick upp i Division 1. 1910 vann klubben Southern Football League och fick möta segrarna i The Football League, Aston Villa, i Charity Shield. Brighton vann med matchens enda mål.

Klubbens ligaplaceringar från och med 1920.

1920 gick Southern Football League-klubbarna upp i The Football League och bildade Division 3. Första säsongen slutade Brighton på 18:e plats.
Klubben höll till i Division 3 ända till 1958, då man vann serien och gick upp i Division 2. Det blev fyra säsonger i tvåan, men efter att ha blivit degraderade två säsonger i rad, spelade man i Division 4 under ett par år i mitten av 1960-talet. Under de närmaste 15 åren spelade Brighton mestadels i Division 3, men i slutet av 1970-talet klättrade klubben snabbt till Division 1. Perioden mellan 1979 och 1983 är den bästa i klubbens historia, då man spelade fyra säsonger i Division 1. 1983 nådde Brighton final i FA-cupen mot Manchester United. Matchen slutade 2–2, men United vann omspelet med 4–0.
Brighton spelade i Division 2 i fyra säsonger, men 1987 åkte man ned i Division 3. Man gick upp i tvåan igen redan efter ett år, och 1991 var man nära att återigen gå upp i högsta divisionen. Brighton förlorade dock kvalfinalen mot Notts County på Wembley. Ett år senare åkte klubben ur Division 2 och fick spela i nya Division 2 (tidigare Division 3).
Våren 1996 var klubbens ekonomi så dålig att styrelsen var tvungen att sälja Goldstone Ground. Brighton åkte ned i fjärdedivisionen Division 3 och efter en dålig start på säsongen 1996/97 fick tränaren Jimmy Case sparken i november 1996. Nya tränaren Steve Gritt tog över ett lag som hade blivit fråntaget två poäng efter att fans hade invaderat planen som protest mot försäljningen av Goldstone Ground. Brighton klarade sig kvar i Division 3 efter att ha spelat oavgjort mot Hereford United i sista omgången.
Säsongerna 1997/98 och 1998/99 spelade Brighton sina hemmamatcher på Priestfield Stadium i Gillingham, tio mil från Brighton. I augusti 1999 flyttade klubben tillbaka till Brighton och började spela på Withdean Stadium.
Säsongen 1997/98 var Brighton återigen nära att åka ur The Football League. Gritt fick sparken i februari efter nio matcher i rad utan seger, och ersattes av den tidigare lagkaptenen Brian Horton. Under Hortons ledning förbättrade sig laget, men plötsligt lämnade han klubben för att ta över Port Vale. Nya tränaren Jeff Wood fick en bra start med två segrar och en oavgjord på de tre första matcherna. Efter det gick det sämre, och klubben förlorade nio av de tio följande matcherna, vilket gjorde att Wood fick sparken efter bara två och en halv månad. Micky Adams tog över som tränare och lyckades rädda kvar klubben i Division 3.
De två följande säsongerna slutade Brighton i mitten av tabellen, men 2001 vann klubben serien och gick upp i tredjedivisionen Division 2. Adams lämnade klubben i oktober 2001 för Leicester City. Han ersattes ironiskt nog av den förra Leicester-tränaren Peter Taylor, som gick med på att stanna i Brighton säsongen ut. Taylor förde klubben till seger i Division 2, men han valde att inte förlänga kontraktet då han var frustrerad över klubbens svaga ekonomiska resurser. Juniorlagstränaren Martin Hinshelwood tog över som tränare, men dåliga resultat gjorde att han i stället fick en plats i klubbens styrelse i oktober 2002. Förra Crystal Palace-tränaren Steve Coppell anställdes som tränare, men klubben slutade till sist på 23:e plats, vilket gjorde att man åkte ned i Division 2 efter bara en säsong i ettan.
I oktober 2003 flyttade Coppell till Reading, och ersattes av Mark McGhee. Under McGhees första säsong kom klubben på fjärde plats och gick upp i The Championship (tidigare Division 1). Säsongen 2004/05 kom Brighton på 20:e plats och lyckades med nöd och näppe undvika nedflyttning, men året efter åkte man ned i League One.
2011 gick Brighton upp i The Championship igen efter att ha vunnit League One och till säsongen 2011/12 flyttade man in i sin nya hemmaarena Falmer Stadium. Klubben kom på tionde plats den säsongen. Året efter kom man så bra som fyra, men förlorade i playoff-semifinalen mot Crystal Palace. 2013/14 kom man sexa och åkte återigen ut i playoff-semifinal, denna gång mot Derby County. 2014/15 gick det betydligt sämre och Brighton hamnade på 20:e plats.
Säsongen 16/17 lyckades klubben att avancera till Premier League. Den första säsongen i Premier League slutade på en 15:e plats. Året därpå kunde klubben hålla sig kvar med endast två poäng. I Premier League har de etablerat sig sedan dess genom många smarta värvningar och spelarförsäljningar. Säsongen 22/23 nådde klubben en sjätte plats vilket är deras bästa placering någonsin i den engelska högsta divisionen. Detta medförde också att klubben lyckades nå de åtråvärda platserna till Europacuperna, och för första gången i klubbens historia kvalificera sig till Uefa Europa League.

## Spelartrupp
| 1  | Nederländerna | Bart Verbruggen | 18 augusti 2002 | Anderlecht (-23)          |
| 23 | England       | Jason Steele    | 18 augusti 1990 | Sunderland (-18)          |
| 37 | Kanada        | Tom McGill      | 25 mars 2000    | Brighton & Hove Albion FC |
| 38 | Irland        | Killian Cahill  | 3 november 2003 | Shamrock Rovers (-22)     |
| 39 | England       | Carl Rushworth  | 2 juli 2001     | Halifax Town (-19)        |
| -  | England       | James Beadle    | 16 juli 2004    | Charlton Athletic (-22)   |
| -  | Nederländerna | Kjell Scherpen  | 23 januari 2000 | Ajax (-21)                |

| 2  | Ghana         | Tariq Lamptey      | 30 september 2000 | Chelsea (-20)             |
| 3  | Brasilien     | Igor Julio         | 7 februari 1998   | Fiorentina (-23)          |
| 4  | England       | Adam Webster       | 4 januari 1995    | Bristol City (-19)        |
| 5  | England       | Lewis Dunk         | 21 november 1991  | Brighton & Hove Albion FC |
| 16 | Irland        | Eiran Cashin       | 9 november 2001   | Derby County (-25)        |
| 24 | Turkiet       | Ferdi Kadıoğlu     | 7 oktober 1999    | Fenerbahçe (-24)          |
| 29 | Nederländerna | Jan Paul van Hecke | 8 juni 2000       | Breda (-20)               |
| 30 | Ecuador       | Pervis Estupiñán   | 21 januari 1998   | Villarreal (-22)          |
| 34 | Nederländerna | Joël Veltman       | 15 januari 1992   | Ajax (-20)                |
| -  | Italien       | Diego Coppola      | 28 december 2003  | Hellas Verona (-25)       |
| -  | England       | Odel Offiah        | 26 oktober 2002   | Brighton & Hove Albion FC |
| -  | Argentina     | Valentín Barco     | 23 juli 2004      | Boca Juniors (-24)        |

| 6  | England         | James Milner          | 4 januari 1986   | Liverpool (-23)            |
| 7  | England         | Solly March           | 20 juli 1994     | Lewes (-11)                |
| 8  | Tyskland        | Brajan Gruda          | 31 maj 2004      | Mainz 05 (-24)             |
| 20 | Kamerun         | Carlos Baleba         | 3 januari 2004   | Lille (-23)                |
| 22 | Japan           | Kaoru Mitoma          | 20 maj 1997      | Kawasaki Frontale (-21)    |
| 25 | Paraguay        | Diego Gómez           | 27 mars 2003     | Inter Miami (-25)          |
| 26 | Sverige         | Yasin Ayari           | 6 oktober 2003   | AIK (-23)                  |
| 27 | Nederländerna   | Mats Wieffer          | 16 november 1999 | Feyenoord (-24)            |
| 33 | Danmark         | Matt O'Riley          | 21 november 2000 | Celtic (-24)               |
| 41 | England         | Jack Hinshelwood      | 11 april 2005    | Brighton & Hove Albion FC  |
| -  | England         | Amario Cozier-Duberry | 29 maj 2005      | Arsenal (-24)              |
| -  | Irland          | Andrew Moran          | 15 oktober 2003  | Bray Wanderers (-20)       |
| -  | Argentina       | Facundo Buonanotte    | 23 december 2004 | Rosario Central (-23)      |
| -  | Ecuador         | Jeremy Sarmiento      | 16 juni 2002     | Benfica (-21)              |
| -  | Elfenbenskusten | Malick Yalcouyé       | 18 november 2005 | IFK Göteborg (-24)         |
| -  | England         | Tom Watson            | 8 april 2006     | Sunderland (-25)           |
| -  | Sydkorea        | Yoon Do-Young         | 28 oktober 2006  | Daejeon Hana Citizen (-25) |

| 9  | Brasilien       | João Pedro            | 26 september 2001 | Watford (-23)          |
| 10 | Paraguay        | Julio Enciso          | 23 januari 2004   | Libertad (-22)         |
| 11 | Elfenbenskusten | Simon Adingra         | 1 januari 2002    | Nordsjælland (-22)     |
| 14 | Frankrike       | Georginio Rutter      | 20 april 2002     | Leeds United (-24)     |
| 17 | Gambia          | Yankuba Minteh        | 22 juli 2004      | Newcastle United (-24) |
| 18 | England         | Danny Welbeck         | 26 november 1990  | Watford (-20)          |
| 28 | Irland          | Evan Ferguson         | 19 oktober 2004   | Bohemians (-21)        |
| -  | Senegal         | Abdallah Sima         | 17 juni 2001      | Slavia Prag (-21)      |
| -  | Grekland        | Charalampos Kostoulas | 30 maj 2007       | Olympiakos (-25)       |
| -  | Ghana           | Ibrahim Osman         | 29 november 2004  | Nordsjælland (-24)     |
| -  | Grekland        | Stefanos Tzimas       | 6 januari 2006    | Nürnberg (-25)         |

### Utlånade spelare
| Nr | Land | Pos | Namn |
| -- | ---- | --- | ---- |

| Nr | Land | Pos | Namn |
| -- | ---- | --- | ---- |

## Meriter

### Liga
- League One eller motsvarande (nivå 3): 1957/58 (South), 2001/02, 2010/11
- League Two eller motsvarande (nivå 4): 1964/65, 2000/01
- Southern Football League: 1909/10

### Cup
- FA Community Shield eller motsvarande: 1910
- FA-cupen: Finalist 1982/83